# Dicrocheles eothenes
Dicrocheles eothenes är en spindeldjursart som beskrevs av Mary Treat 1970. Dicrocheles eothenes ingår i släktet Dicrocheles och familjen Laelapidae. Inga underarter finns listade i Catalogue of Life.